# Прохоров Петро Васильович
Петро́ Васи́льович Про́хоров (*5 грудня 1923 — †10 липня 1985, Саранськ) — ерзянський прозаїк. Майстер воєнної прози. 

## Біографія
Народився в селянській родині. Навчався у Сталінградському, Іркутському військових училищах зв'язку, Військово—політичній академії ім. Леніна. Учасник Другої світової війни, нагороджений орденами.
1974—1985 — директор університету марксизму—ленінізму Мордовії.

## Літературна діяльність
Перша повість Прохорова «Штабонь начальник» («Керівник штабу») надрукована в журналі «Сятко» («Іскра», 1974).
У Мордовському книжковому видавництві побачили світ дилогія «Цидярдома» («Встояли», 1—ша книга — 1975, 2—га — 1978) та «Стака изнямот» («Важкі перемоги», 1985), «Военной повесть» («Військові повісті», 1980), «Генералдо повесть» («Повість про генерала», 1980), документально—художні твори «М. А. Пуркаев» (1986) — про мистецтво воювати, мужність, яку виявляють люди, в екстремальних ситуаціях. Військові події змальовані з погляду сучасного історичного досвіду народу.
Повість «Ракетной дивизион» («Ракетний дивізіон», 1980) розповідає про життя сучасної армії.
Проблемам колгоспного села 70—80—х рр. присвячено повість «Эрямонь лув» («Життєві шляхи—дороги», 1989).